# Pinotta

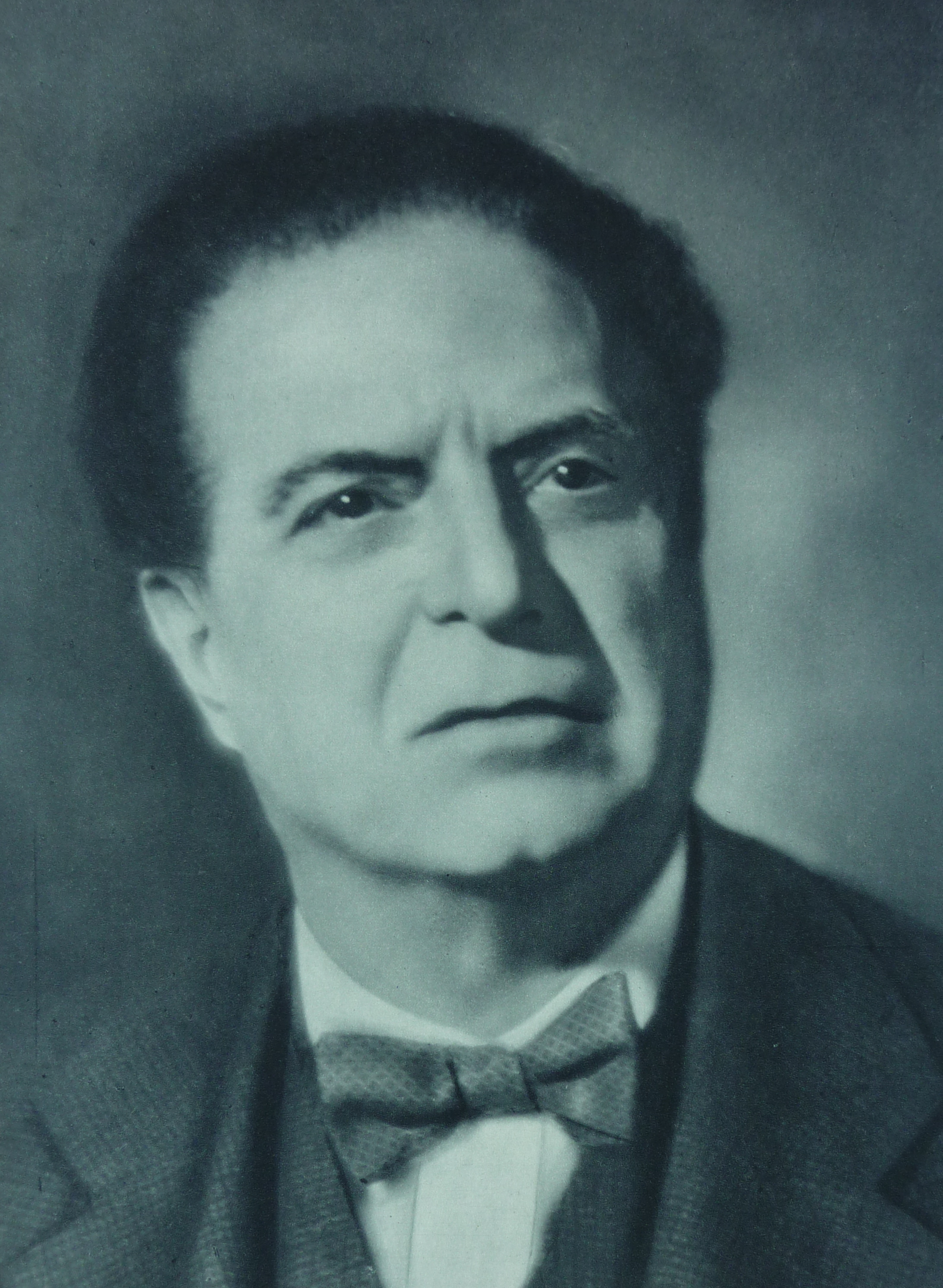
Pietro Mascagni

Pinotta är en italiensk opera (idillio) i två akter med musik av Pietro Mascagni och libretto av Giovanni Targioni-Tozzetti. Den hade premiär den 23 mars 1932 på Teatro del Casinò i San Remo. Pinotta bygger på två ungdomsverk av Mascagni: hans kantat In Filanda (1881) vilken kombinerades med sången La tua stelle (1882). Librettot skrevs av Giovanni Targioni-Tozzetti, en långvarig samarbetspartner till kompositören. Operan var en framgång och framfördes flera gånger i Italien (Florens, Neapel, Rom, Turin). Idag framförs Pinotta mycket sällan.

## Historia
Under sina studier i Milano fick den unge Mascagni en oväntad möjlighet när en operaförfattartävling utlystes. Bidragen måste lämnas in senast den 30 maj 1883. Den 16 oktober indikerade han sin avsikt att tävla, men i brist på ett användbart libretto bestämde han sig för att utöka sin egen kantat In filanda till en opera. Hans lärare Soffredini hjälpte honom att förbereda librettot, som han fick färdigt först i april. Mascagni gav verket titeln Pinotta efter huvudpersonen, vars namn faktiskt var inspirerat av hans ungdomskärlek Giuseppina Acconci. Mascagni hade stora förhoppningar på tävlingen och även om prissumman var betydande, drevs han av en önskan om erkännande. Han avslutade inte operan förrän den 8 juni, åtta dagar för sent. Det fanns flera anledningar till förseningen: han var tvungen att förbereda sig för sina tentor, men det fanns också ett antal musikevenemang i staden som han kände att han var tvungen att delta i, samt inte minst en okänd sjukdom som kedjade fast honom i sängen i flera veckor. Efter en lång diskussion beslutade juryn att inte acceptera arbetet. Mascagni lade sedan arbetet åt sidan.
1931 återvände han av en slump till hyreshuset i Milano där han hade bott under sina studentår. Han hade varit tvungen att lämna kvar sina ägodelar som säkerhet efter att han inte kunnat betala sin hyra. Nu, nästan femtio år senare, blev han mycket förvånad över att se minnena från sin ungdom, inklusive det oavslutade partituret till Pinotta. Med hjälp av Targioni-Tozzetti omarbetade han Soffredinis libretto och komponerade klart musiken. Hans verk presenterades i San Remo 1932 med stor framgång. Med tanke på verkets sentimentala värde fick det ingen hård kritik.

## Roller
| Personer | Röststämma | Premiärbesättning 23 mars 1932 Dirigent: Pietro Mascagni |
| -------- | ---------- | -------------------------------------------------------- |
| Pinotta  | sopran     | Mafalda Favero                                           |
| Baldo    | tenor      | Alessandro Ziliani                                       |
| Andrea   | baryton    | Ernesto Badini                                           |

## Handling
Akt I
Plats: Ett spinneri
En vårmorgon samlas vävarna till mässa, som hålls av spinneriets ägare, herr Andrea. Bland vävarna finns Pinotta, som Andrea tar med i sin egen bön. Den unge arbetaren Baldo är kär i Pinotta, men har inte modet att avslöja sina känslor för flickan. Han går till Andrea, som berättar att Baldos kärlek länge har varit ett rykte bland arbetarna, och tillägger att många avundas honom för att han blivit kär i en så vacker flickor. Den glade Baldo går iväg med arbetarna och vävarna ser honom arbeta. Under arbetet berättar Pinotta för kvinnorna runt henne att hon har känt sig ensam sedan hennes föräldrar dog, men när Baldo tittade på henne kändes det som att hon hade hittat en partner. Den melankoliska stämningen störs av Andrea, som beordrar kvinnorna att arbeta.
Akt II
Plats: liten plats framför spinneriet.
I skymningen går arbetarna. Pinotta står vid dörren till sitt hus och ber för morgonstjärnan, i hopp om att Baldo ska älska henne. Pojken märker detta, hans känslor blossar upp inom honom och han erkänner sin kärlek till flickan. Natten sänker sig och det lyckliga paret svär varandra evig trohet.

## Inspelningar
Det finns endast två inspelningar av Pinotta:
- 1974: Maria Luisa Cioni (Pinotta), Giuseppe Vertechi (Baldo), Lino Puglisi (Andrea) – RAI Orchestra, Gennaro D'Angelo – Unique Opera Records Co.
- 1995: Gloria Guida Borelli (Pinotta), Antonio De Palma (Baldo), Thomas Mürk (Andrea) – Orchestra Festival di Bruxelles, Dirk De Caluwé – Bongiovanni